# Romelfing
Romelfing é uma comuna francesa na região administrativa de Grande Leste, no departamento de Mosela. Estende-se por uma área de 10,69 km². Em 2010 a comuna tinha 355 habitantes (densidade: 33,2 hab./km²).